# Zdzisław Karkowski
Zdzisław Karkowski (ur. 26 kwietnia 1925 w Liczunach w powiecie wileńsko-trockim, zm. 1990) – polski inżynier elektryk. 
Absolwent Politechniki Wrocławskiej. Od 1972 profesor na Wydziale  Elektroniki Politechniki Wrocławskiej i dziekan tego wydziału (1981-1984). Został pochowany na Cmentarzu Osobowickim we Wrocławiu.

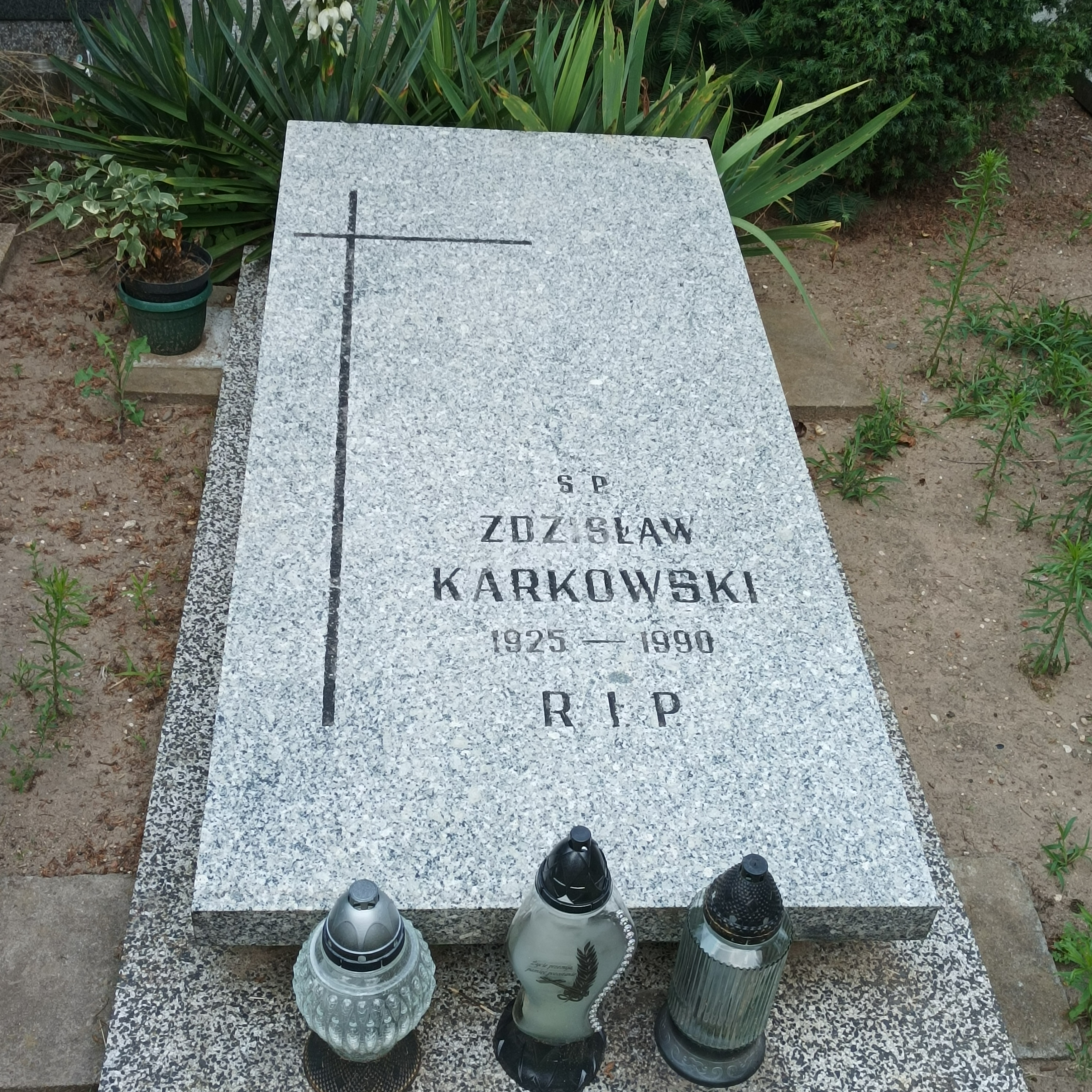
Grób prof. Zdzisława Karkowskiego na Cmentarzu Osobowickim